# Шорга (село)
Шорга (каз. Шорға) — село в Тарбагатайском районе Восточно-Казахстанской области Казахстана. Входит в состав Кабанбайского сельского округа. Код КАТО — 635843500.

## Население
В 1999 году население села составляло 563 человека (287 мужчин и 276 женщин). По данным переписи 2009 года, в селе проживало 479 человек (243 мужчины и 236 женщин).